# Géométrie énumérative
La  géométrie énumérative est une branche des mathématiques, et plus précisément de la géométrie algébrique,  qui étudie le nombre de solutions à des questions de géométrie, principalement en utilisant les méthodes de la théorie de l'intersection.

## Historique

Cercles d'Apollonius

Le problème des contacts (attribué à Apollonius) est un des premiers exemples d'un problème de géométrie énumérative, demandant de déterminer le nombre de cercles tangents à trois cercles donnés et de les construire.  En général, il y a 8 = 23 solutions, chaque condition de tangence correspondant à une équation du second degré dans l'espace des cercles, cependant, dans certains cas particuliers, le nombre de solutions peut être un entier quelconque entre 0 et 6 (il n'existe pas de cas amenant à exactement 7 solutions).

## Outils
Parmi les outils utilisés par la géométrie énumérative, on trouve (par ordre d'abstraction croissante) :
- le calcul dimensionnel ;
- le théorème de Bézout ;
- le calcul de Schubert, et plus généralement le calcul des classes caractéristiques  ;
- la dualité de Poincaré ;
- les espaces de modules.

La géométrie énumérative a des liens étroits avec la théorie de l'intersection.

## Calcul de Schubert
La géométrie énumérative connut un développement spectaculaire à la fin du xixe siècle, à la suite des travaux de Hermann Schubert. Il introduisit à cette fin le calcul de Schubert, qui devait se révéler utile pour des questions géométriques et topologiques plus vastes. La définition rigoureuse des nombres d'intersection (en) par André Weil faisait partie de son programme de refondation de la géométrie algébrique à partir de 1942, mais cela ne permettait pas de résoudre toutes les questions de géométrie énumérative.

## Facteurs correctifs et quinzième problème de Hilbert
L'utilisation naïve de calculs de dimensions et du théorème de Bézout ne donne pas toujours de résultats corrects, comme le montre l'exemple suivant. Pour résoudre ces difficultés, les géomètres algébriques introduisirent des « facteurs correctifs » (fudge factors) mal définis, et qui ne furent justifiés rigoureusement que des décennies plus tard.
Ainsi, soit le problème de compter les coniques tangentes à cinq droites données du plan projectif,. L'ensemble des coniques est un espace projectif de dimension 5 (correspondant aux six coefficients de l'équation projective homogène {\displaystyle aX^{2}+bY^{2}+cXY+dXT+eYT+fT^{2}=0} à un facteur près). Être tangente à une droite D donnée (c'est-à-dire avoir une intersection de multiplicité deux) est une condition quadratique, et détermine une quadrique de P5. 
Le théorème de Bézout dit que 5 quadriques  de P5 en  position générale se coupent en  32 = 25 points, mais les cinq quadriques correspondant aux cinq droites ne sont pas indépendantes (elles ont toutes en commun la surface de Veronese correspondant aux coniques dégénérées d'équation (aX + bY + cZ)2 = 0) ; 31 points doivent être éliminés pour obtenir le résultat géométrique correct. C'est cette élimination qui est typique d'un « facteur correctif ».
Un des objectifs du quinzième problème de Hilbert était de comprendre et systématiser l'aspect apparemment arbitraire de ces corrections ; cette question fut pour l'essentiel résolue par van der Waerden en 1930.

## Conjecture de Clemens
En 1984, Herbert Clemens étudia le nombre de courbes rationnelles sur une 3-variété quintique {\displaystyle X\subset P^{4}}, et énonça la conjecture suivante : 
Dans le cas général, si {\displaystyle d} est un entier positif, il n'y a qu'un nombre fini de courbes rationnelles de degré {\displaystyle d} sur {\displaystyle X}.
Ce résultat a été démontré pour {\displaystyle d\leq 9},  mais est toujours ouvert en général.
En 1991, des résultats provenant de la symétrie miroir sur les variétés de Calabi-Yau ont permis de calculer (sans démonstration rigoureuse, mais en retrouvant les résultats précédemment connus) le nombre de ces courbes pour toute valeur de {\displaystyle d>0}; ce qu'on ne savait faire jusque là (par les méthodes de la géométrie énumérative) que pour {\displaystyle d\leq 5}.

## Exemples
Parmi les exemples historiquement importants, il y a : 
- le nombre de droites rencontrant quatre droites de l'espace en position générale : 2 ;
- le nombre de cercles tangents à trois cercles (le problème des contacts) : 8 ;
- le nombre maximum de droites sur une surface cubique lisse (Salmon et Cayley) : 27 ;
- le nombre de droites sur une 3-variété de degré 5 : 2875 ;
- le nombre de coniques tangentes à 5 coniques planes (Chasles) : 3264 ;
- le nombre de coniques sur une 3-variété de degré 5 : 609250 ;
- le nombre de coniques tangentes à 8 surfaces quadriques[5] : 4407296 ;
- le nombre de surfaces quadriques tangentes à 9 surfaces quadriques[6]  : 666841088 ;
- le nombre de cubiques gauches tangentes à 12 surfaces quadriques[7],[8] : 5819539783680.